# Quintin Morris
Quintin Morris (Richmond (Texas), 21 gennaio 1999) è un giocatore di football americano statunitense che milita nel ruolo di tight end per i Jacksonville Jaguars della National Football League (NFL).

## Carriera universitaria
Dopo aver frequentato la George Ranch High School a Richmond in Texas  giocò a football universitario per i Bowling Green Falcons per quattro stagioni dove inizialmente giocò nel ruolo di wide receiver e durante la sua penultima stagione fu convertito a tight end. Ha concluso la sua carriera universitaria con 125 ricezioni per 1.529 yard e 13 touchdown in 40 partite giocate.

## Carriera professionistica

### Buffalo Bills
Morris non fu selezionato nel Draft 2021, firmando poi come free agent con i Buffalo Bills il 1° maggio 2021. Rimase tutto l'anno nella squadra di allenamento e non giocò alcuna partita. Fu promosso al roster attivo il 26 ottobre 2021.
Nel 2022 apparve in 14 partite e ne giocò una da titolare. Concluse la stagione con otto ricezioni per 84 yard e un touchdown.
Nel 2023 apparve in 15 partite totalizzando 2 ricezioni per 26 yard e un touchdown.

### Jacksonville Jaguars
Il 14 maggio 2025 Morris firmò un contratto di un anno con i Jacksonville Jaguars.